# Виктово
Виктово — деревня в Вологодском районе Вологодской области.
Входит в состав Кубенского сельского поселения (с 1 января 2006 года по 8 апреля 2009 года входила в Высоковское сельское поселение), с точки зрения административно-территориального деления — в Высоковский сельсовет.
Расстояние до районного центра Вологды по автодороге — 73 км, до центра муниципального образования Кубенского по прямой — 32 км. Ближайшие населённые пункты — Кривое, Доманово, Давыдково.
До 29 декабря 2001 года Виктово имело статус села.
По переписи 2002 года население — 27 человек (13 мужчин, 14 женщин). Преобладающая национальность — русские (89 %).